# Geelbuikschoffelsnavel
De geelbuikschoffelsnavel (Todirostrum cinereum) is een zangvogel uit de familie Tyrannidae (Tirannen).

## Kenmerken
Het verenkleed is van onder geel en van boven donkergrijs, met twee gele strepen op elke vleugel. De lichaamslengte bedraagt 9 cm.

## Leefwijze
Deze vogel zoekt insecten in de bomen en als hij er een pakt met zijn platte snavel maakt het een geluid, alsof hij met veel kracht zijn snavel dichtslaat. De vogel spring en fladdert daarbij rusteloos door de bladeren.

## Voortplanting
Het nest hangt vaak laag in een boom, aan het einde van een dunne tak. Het is een langgerekte bal van gras en bladeren met boven een ingang. Omdat ze in de grote regentijd broeden, ziet het nest er vaak nat en verwaaid uit.

## Verspreiding en leefgebied
Deze vogel komt voor in Midden-Amerika en delen van Zuid-Amerika en telt acht ondersoorten:
- T. c. virididorsale: Veracruz en Oaxaca.
- T. c. finitimum: van Chiapas en Tabasco tot noordwestelijk Costa Rica.
- T. c. wetmorei: centraal Costa Rica en Panama.
- T. c. sclateri: zuidwestelijk Colombia, westelijk Ecuador en noordwestelijk Peru.
- T. c. cinereum: Colombia, Venezuela, de Guyana's en noordoostelijk Brazilië.
- T. c. peruanum: oostelijk Ecuador en oostelijk Peru.
- T. c. coloreum: van noordelijk Bolivia en noordelijk Paraguay tot zuidoostelijk Brazilië en noordoostelijk Argentinië.
- T. c. cearae: oostelijk Brazilië.

## Status
De grootte van de populatie is in 2019 geschat op 5-50 miljoen volwassen vogels. Op de Rode lijst van de IUCN heeft deze soort de status niet bedreigd.